# Porébrik

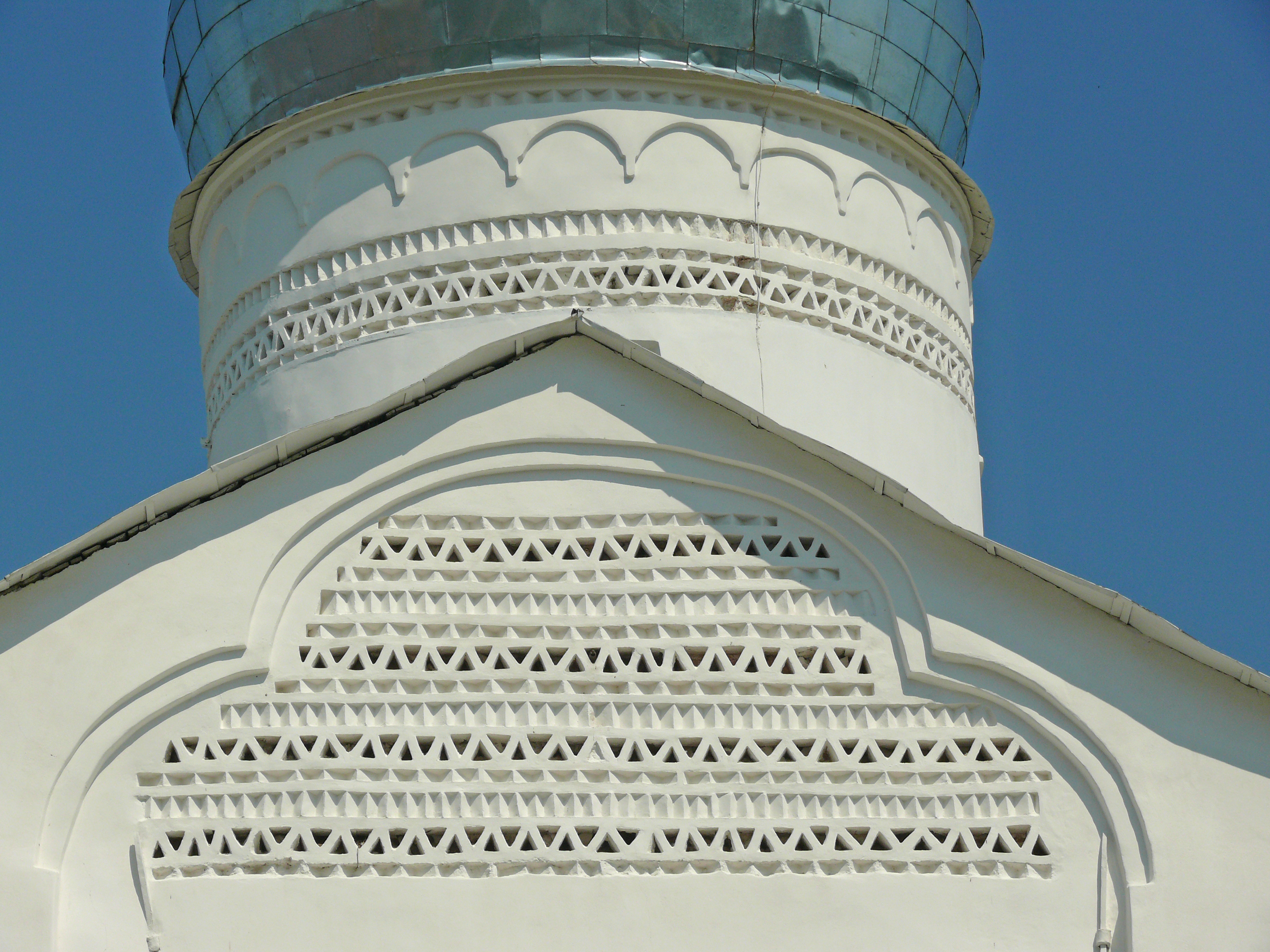
Rangées de bégounets et porébriks, église Saint-Démétrios-de-Salonique, Novgorod.

Le porébrik (en russe : поребрик) est un type de maçonnerie ornementale dans lequel les briques sont posées à plat en chevrons à la surface d'un mur, alternativement saillantes et rentrantes, comme une suite de dents. Ce type décoratif était fréquemment employé par les constructeurs russes dans l'architecture ancienne des églises de Pskov et de Veliki Novgorod du XVe au XIXe siècle. Les porébriks sont souvent utilisés alternativement avec des bégounets pour ceinturer les bases de coupoles ou des tambours par exemple. Ils forment une bande qui s'enroule autour de l'édifice en alternance porébriks-bégounets-porébriks. Le bégounet fait apparaître une suite de petits triangles évidés, du fait du zigzag formé par la position des briques posées sur leurs arêtes.